# Calamity Anne's Ward
Calamity Anne's Ward è un cortometraggio muto del 1912 diretto da Allan Dwan. Prodotto dall'American Film Manufacturing Company (con il nome Flying A), fu distribuito dalla Film Supply Company e uscì in sala il 30 settembre 1912.

## Trama
Gli unici sopravvissuti all'assalto a un treno sono una ragazza e suo fratello. Uno dei fuorilegge rapisce la giovane, portandola nel campo di Calamity Anne. Questa prende in simpatia la nuova venuta e se ne prende cura, proteggendola. Il fratello non ha la stessa fortuna e viene ucciso. Un ranger, dopo avere raccolto il medaglione del morto, vede al suo interno il ritratto di una ragazza. Quando arriva al campo, il ranger riconosce nella giovane protetta di Calamity Anne la donna del ritratto. I due cercano di andarsene dal campo e Calamity li aiuta, tenendo a bada i fuorilegge mentre loro riescono a fuggire via.

## Produzione
Il film fu prodotto dall'American Film Manufacturing Company.

## Distribuzione
Distribuito dalla Film Supply Company, il film - un cortometraggio in una bobina - uscì nelle sale cinematografiche statunitensi il 30 settembre 1912.
La Mutual Film distribuì il 23 novembre 1916 una riedizione del cortometraggio usando il titolo Calamity Anne, Guardian.